# 마르코니역 (브레시아 지하철)
마르코니 (Marconi) 역은 이탈리아 북부 브레시아의 브레시아 지하철에 속한 역이다. 마르코니 공원 서쪽 끝에 지어진 현대식 역 건물로, 지상부 역사는 20세기 양식의 공원과 대비되며 잔디밭에 천공광 피라미드가 나 있다.

## 시설
이 역에는 다음과 같은 시설이 있다.
- 매표기

## 환승
- 버스 정류장